# 이세하타역
이세하타역(일본어: 伊勢八太駅 いせはたえき[*])은 일본 미에현 쓰시에 위치한 도카이 여객철도 메이쇼선의 철도역이다. 단선 승강장 1면 1선의 구조를 갖춘 지상역이다.

## 이용 현황
| 연도     | 이용 인원 | 연도     | 이용 인원 |
| 1998년도 | 34        | 2006년도 | 25        |
| 1999년도 | 29        | 2007년도 | 24        |
| 2000년도 | 28        | 2008년도 | 23        |
| 2001년도 | 24        | 2009년도 | 19        |
| 2002년도 | 22        | 2010년도 | 17        |
| 2003년도 | 25        | 2011년도 | 14        |
| 2004년도 | 25        | 2012년도 | 14        |
| 2005년도 | 25        | 2013년도 | 17        |
| -------- | --------- | -------- | --------- |

## 역 주변
- 이세 자동차도 이치시우레시노 나들목

## 역사
- 1930년 3월 30일 : 일본국유철도의 역으로서, 곤겐마에 - 이세기역 간 개통시에 개업. 일반역.
- 1963년 4월 1일 : 화물 · 하물의 취급을 폐지.
- 1987년 4월 1일 : 일본국유철도 분할 민영화에 의해, 도카이 여객철도가 승계.

## 인접 역
| 도카이 여객철도 메이쇼선 | 도카이 여객철도 메이쇼선 | 도카이 여객철도 메이쇼선 |
| ------------------------ | ------------------------ | ------------------------ |
| 곤겐마에 마쓰사카 방면   | ■ 메이쇼선               | 이치시 이세오키쓰 방면   |